# Willi Schönfelder
Willi Schönfelder (* 31. Oktober  1918 in Niklasdorf/Schlesien; † 18. September 2011 in Zeven) war ein Kommunalpolitiker in Zeven,  Landkreis Rotenburg (Wümme), Niedersachsen.

## Leben
Willi Schönfelder war gelernter Buchdrucker und diente als Soldat im Zweiten Weltkrieg.
Am 2. April 1946 kam Schönfelder in Folge der Vertreibung aus seiner Heimat nach Zeven, wo er sich von 1964 bis 1991 als Kommunalpolitiker für die Belange der Stadt und der Samtgemeinde Zeven einsetzte. Der Sozialdemokrat gehörte dem Rat der Stadt Zeven von 1964 bis 1991 an. Von 1974 bis 1986 war er Ratsmitglied der Samtgemeinde Zeven. Während dieser Zeit hat er in verschiedenen Fachausschüssen mitgewirkt. Von 1974 bis 1991 war der gelernte Buchdrucker Fraktionssprecher der SPD in Zeven. Von 1967 bis 1976 übte er zudem die Funktion des Schiedsmannes aus. Über mehrere Jahre war er Mitglied des Kreistages.
Von 1964 bis 1991 war Willi Schönfelder Mitglied im Werkausschusses der Stadtwerke Zeven, den er 1968 bis 1972 und 1986 bis 1991 leitete. In die Belange des Wasserwerkes der Samtgemeinde Zeven war er von 1974 bis 1986 eingebunden. Von 1973 bis 1981 übte er eine Tätigkeit als ehrenamtlicher Richter am Verwaltungsgericht Stade aus und von 1981 bis 1985 als ehrenamtlicher Richter am Oberverwaltungsgericht Lüneburg.
In die SPD trat der engagierte Gewerkschafter – der zu den Mitbegründern der örtlichen CDU gehört hatte – erst 1963 ein, nachdem sich die Partei mit dem Godesberger Programm geöffnet hatte. Er war SPD-Ortsvereinsvorsitzender und Vorsitzender des Kreisverbandes Bremervörde und nach der Gebietsreform Vorsitzender des Kreisverbandes Rotenburg/Wümme.

## Ehrungen
- Willi Schönfelder wurde wegen seiner Verdienste um das Gemeinwohl am 16. März 2005 zum Ehrenbürger der Stadt Zeven ernannt.[6]
- Im Juni 2010 erhielt er den Ehrenbrief der SPD und die Willy-Brandt-Medaille für besondere Verdienste um die Deutsche Sozialdemokratie.[7]